# ونتسو
ونتسو (به لاتین: Ventoso) یک منطقهٔ مسکونی در سن مارینو است.

## خصوصیات
ونتسو ۲۰۰ نفر جمعیت دارد و ۳۶۰ متر بالاتر از سطح دریا واقع شده‌است.